# 章元衡
章元衡（1566年—1610年），字彥星，號蓮城，直隸松江府華亭縣人，匠籍，明朝政治人物。

## 生平
萬曆十四年進士章憲文族子。萬曆十九年（1591年）辛卯科應天鄉試第七十六名舉人，二十六年（1598年）中式戊戌科會試第八十六名，三甲第八十四名進士。都察院觀政，授館陶縣知縣，三十七年（1609年）調定海縣知縣，升刑部浙江司主事，三十八年（1610年）卒。

## 家族
曾祖章耒；祖父章雲鸞；父章志文。孫章霖，順治十二年進士。

## 引用
1. ↑  《松江府志》
2. ↑  《萬曆二十六年戊戌科進士履歷》：章元衡，蓮城，诗四房，丙寅七月二十日生。華亭人，辛卯七十六，会八十六，三甲八十四。都察院政，授馆陶知县，己酉补定海县，升刑部浙江司主事，庚戌卒。曾祖耒。祖云鸾。父志文。